# Angel's Feather
『Angel's Feather』（エンジェルズフェザー）は、2003年4月25日にBlueImpactより発売された、異次元にあるウィンフィールド王国を旅し、黒い翼と戦うマルチエンディング形式のRPG＋ADVボーイズラブゲームである。ドラマCD化や、ゲームのシナリオも担当している津島澪により小説化されている。2006年4月にはOVA化され、それに連動してキャラクターソングがリリースされる等メディアミックスがなされた。略称は、「AF」「エンジェル」「エンフェ」「ズフェザ」「天使羽」「天使の羽」など、さまざまである。原作はBlue Impact、キャラクター原案は山本和枝。

## 概要
「BlueImpact」の第2弾作品。原案・キャラクターデザインは山本和枝。シナリオは津島澪。主題歌：White Revolution 作詞：CANDY／作曲：ぴょんも／歌：CANDY
続編　
- Angel's Feather -黒の残影- GoodNavigate 2005年6月30日発売 PS2 15歳以上 主題歌：カヨワキボクラ 作詞・作曲・歌：片霧烈火
- Angel's Feather -琥珀の瞳- BlueImpact 2005年7月29日発売 Windows 98/Me/2000/XP 18歳以上 主題歌：儚い夢を描くように 作詞：男児御門／作曲：男児帝／歌：男児美香

## ストーリー
白い翼を持つ一族がいた。彼らは、人間たちとは離れた王国で幸福に暮らしていた。しかし、彼らの平和に陰りが差し始める。突然変異で現れた、黒い翼の一族が彼らを支配しようとしたのだ。黒い翼の一族は、白い翼の一族にはない魔力を使い、王国を侵略していく。その魔手は国王とその正妃にも伸び、二人は闇に葬られてしまう。残された幼い王子は、腹心の手によって人間界に隠される。
国王には弟がいた。彼は王国にとっては禁断である人間女性との恋を選び、王国を去っていた。しかし、黒い翼の一族は彼をも見逃さなかった。妻と、生まれたばかりの双子の息子たちを庇い、彼は命を落とす。そして月日は流れ、物語が動き出した。

## 特徴
- カップリングの数が20種類以上と多い。

| 羽村 翔 1：櫂×翔 2：来栖×翔 3：翔×杏里 4：紫苑×翔 5：瀬那×翔 6：直人×翔 7：木村薫（杉田智和）×翔 御園生櫂 《櫂×翔》 8：来栖×櫂 9：櫂×杏里 10：瀬那×櫂 11：凪×櫂 | 逢坂来栖 《来栖×翔》 《来栖×櫂》 12：来栖×杏里 13：紫苑×来栖 14：来栖×瀬那 千倉杏里 《翔×杏里》 《櫂×杏里》 《来栖×杏里》 15：紫苑×杏里 | 東堂紫苑 《紫苑×翔》 《紫苑×来栖》 《紫苑×杏里》 16：紫苑×瀬那 水落瀬那 《瀬那×翔》 《瀬那×櫂》 《来栖×瀬那》 《紫苑×瀬那》 17：相馬真伍（一条和矢）×瀬那 18：ラン×レイヤード |

- 長髪キャラが多い（主要キャラのうち、櫂、杏里、レイヤードの髪は皆、腰まで届くロングヘアーである）。
- 続編では無くなっている組み合わせあり。

## 登場人物

### 主なキャラクター
羽村 翔（はむら しょう）
声：山口勝平／子供時代：田中結子
身長166cm 体重56kg 誕生日3月27日 星座・牡羊座 血液型・A型 趣味・剣道 好きなもの・ハンバーガー（一度に50個食べた実績あり） 嫌いなもの・ピーマン、パセリ、セロリ
主人公。中学の時に剣道で全国制覇した腕を買われ、遊星学園にスポーツ特待生として転校してきたが、赤点を取る程に学業成績は悪い。剣道部を全国大会に連れて行くことが特待生の条件。自他共に認める剣道の腕前を持ち、高校でも全国制覇を達成している。孤児院育ちで、幼いころ（5歳）養子に引き取られていった、双子の弟・櫂のことを探している。彼ににとっては櫂が、櫂にとっては彼自身が世界の全てだった。櫂が孤児院を出てからしばらくして、養子として引き取られ、働き者の養父（普通のサラリーマン）と優しい養母の許で暮らしていた。両親は親戚の法事に出かけ、高速道路で事故に巻き込まれ、翔は、中学2年の冬休みに両親を一度に亡くた過去を持つ。翔は「斎藤道場」の寒稽古に参加していて無事で、元いた施設に戻った。悲しい過去を持つが、底抜けに明るく、元気な性格であり、礼儀正しく、屈託がない。正義感が強く、苦しんでいる人を見過ごしには出来ない性格で、危険なこともさっさと飛び込み、それが人助けや正しいことだったりすると、自分の危険も顧みないところがある。考える前に行動するタイプ。良い意味の楽天主義で、物事を単純化する天才。失敗してもくよくよ悩まず、すぐに忘れてしまう。辛い事があっても、前向きに乗り越えていく。猪突猛進で、バカ正直で、素直な性格の持ち主。周囲の人々の心を照らす光のような存在だが、少々お節介なところもあり、若干、天然ボケも入っている模様。食欲は旺盛で、こと食べ物においては遠慮がない。中学時代、ハンバーガー値引きキャンペーン中に、同級生の直人と大食い競争し、50個のハンバーガーを食べた経験もあり、学園に転校して来た初日の夕飯でも、ご飯のおかわりを5回している。実は、別世界にあるウィンフィールド王国の王弟であるロベール殿下と、人間の母真理との間に生まれたハーフで、気分が高揚すると背中に白い翼が生える（人間とのハーフであるため、一人では人が通れる大きさのワープゾーンを作れず、櫂と翔の血を混ぜて初めて人が通れるようになる）。両親は、生まれたばかりの双子を黒い翼から逃がすため、亡くなった。母親の形見であるペンダントを持っており、同じデザインのものを弟とは色違いで持っている（色は、翔が赤で、弟が青）。
武器：日本刀、属性：火
「火の精霊」の守護を受ける。
戦いを終えた後は、学園に戻り、学園生活を送る。
御園生 櫂（みそのう かい）
声：緑川光／子供時代：櫻井浩美
身長167cm 体重54kg 誕生日3月27日 星座・牡羊座 血液型・A型 趣味・仕事 好きなもの・鴨のロースト・オレンジソース（鴨はブレス産に限る） 嫌いなもの・ジャンクフード全般（財閥のおぼっちゃまなので口にしたことが無い）
翔の隣のクラスの同級生で、翔の双子の弟。翔より少し前に遊星学園に転校して来た。幼少の頃に養子として引き取られ、初老の御園生理事（養父）から「自分流の経営学と人間哲学」を叩き込まれ、英才教育を受けてきた、御園生コンツェルンの御曹司。中学生の時から、理事長である病気の養父の代理を務め、日本屈指の財閥系企業・御園生コンツェルンの「理事長代理」に就任。「養父以上に冷徹で、辣腕」と評判で、業績も上がった。遊星学園に転校してくる以前は、有名私立の進学校に在籍していたが、仕事で忙しく授業にはほとんど出席できていなかったが、テストでは満点を取ることが多く、全ての教科トップを取る優等生で、模試の成績も全国でもトップ・クラスを誇る秀才であった。ハッキングと、病気療養中であった養父も人質に取られたことで、レイヤードに服従を余儀なくされ、御園生コンツェルンはレイヤードの傀儡にされ、彼も遊星学園に転校させられた経緯を持つ。用心深く、石橋を叩いて渡るタイプ（叩き過ぎて壊すことも）。常に沈着冷静。翔と暮らしていた頃は、何でも翔の後をついて同じ事をしたがる素直な子供であった。孤児院から自分だけが引き取られる際に、翔と一緒に居られなくなるのを嫌がったため、「僕のことは忘れちゃいなよ」と翔に命じられた事が暗示のようになり、辛さから翔に関する記憶が消えてしまっていた。記憶が戻ってからも、既に自分は黒い翼にくみしてしまったため、翔を巻き込まないように暫くの間、翔のことを思い出した事を黙っていた。また、おっちょこちょいな翔に対し「粗忽な」と鼻で笑っているが、実は何をするにも自然体で、周りから好かれている翔の事を羨ましく思っている。何でもできる絵に描いたような優等生で、麗しのプリンスであるが、方向音痴な一面も。青いペンダントを持っている。攻撃魔法が使える。
武器：ロッド（攻撃魔法）、属性：月（闇）
「月の精霊」の守護を受ける。
戦いを終えた後は、学園に戻り、学園生活を送る。
逢坂 来栖（おうさか くりす）
声：鈴木千尋／CD版少年時代：夕城粧子
身長176cm 体重63kg 誕生日10月12日 星座・天秤座 血液型・A型 趣味・昼寝、チェス 好きなもの・（紫苑の作った）ホットケーキ 嫌いなもの・納豆
学園の寮で、櫂と同室の先輩で、遊星学園の最上級生。何年も留年を繰り返している伝説の人物。自分の起きたい時間に起きるため、いつも遅刻している。文芸部所属。授業中もいつも、寮や、文芸部の部室などで昼寝をしており、授業にはほとんど出席していない。ウィンフィールド王国の白い翼の王家のクリストファー王太子殿下で、翔や櫂の従兄弟でもある。ぞんざいな言葉使いだが、何故か高貴な雰囲気さえ漂う。マイペースで、小悪魔的な性格。5歳の時、目の前で両親を黒い翼に殺されているため、虚無的な性格であったが、黒い翼との戦い乗り越え、前向きになった。彼がありのままの姿で甘えられる相手は、紫苑のみである。
容姿は、プラチナブロンドの髪に、緑色と金色のオッドアイであるが、人間界に黒い翼の手が伸びた時のことを考え、瞳の色を隠すため、緑色のカラーコンタクトレンズを入れ金色の目を隠していた。
武器：長剣、属性：金
「金の精霊」の守護を受ける。
戦いを終えた後は、学園に戻らず、ウィンフィールド王国の第56代国王となる。
千倉 杏里（ちくら あんり）
声：宮田幸季
身長166cm 体重56kg 誕生日1月7日 星座・山羊座 血液型・B型 趣味・フルートを演奏すること 好きなもの・キムチラーメンとポテトチップス（キムチ風味・超劇辛バージョン） 嫌いなもの・尾頭付きの魚
学園の寮で、翔と同室で、クラスメートでもある。父親を早くに亡くしたため、母の百合と二人で暮らしていた。貧しい母子家庭で育ったため、進学を諦めようとしていた。その際、遊星学園から特待生にならないか…との申し入れがあり、それを受けた。得意のフルートで特待生になっており、吹奏楽部に所属している。父の形見のフルートをオモチャのようにしているうちに、いつの間にか吹けるようになっていた。そのため、フルートは独学で、学園に入学するまで師事した経験はなかった。「何、何、何ぃ〜!?」、「すごい、すごい、すご〜い!!」など言葉を3回繰り返すのが癖。子供っぽい性格をしており、何にもないところでこけられるのが当人の得意技と言われる程に、よく転ぶ。イジメられっ子の性質があり、不良にカツアゲまでされている。人を信じたい、甘えたいという願望が強い。また、幽霊さんや、幽体離脱している人間まで見え（彼の母も息子ほどではないが見える）、怨霊等に憑かれやすい体質。病弱で、悪霊に憑かれた後は、いつも疲れてしまう。性格や外見等からは想像しがたいが、かなりの辛いもの好きで、キムチやハバネロなどを好んで食す。逆に、ケーキなどの甘いものは、匂いを嗅ぐだけで気分が悪くなるほど苦手。しかし、キャンディやケーキなどを、よく先輩等からプレゼントで貰ってしまうため、困っている。悲しい気分の時、徳用サイズのポテチを一袋抱えて食べると元気になる。両親は人間であるが、先祖返りをしており、白い翼の血が濃く表れたため、白い翼を持つ。翔達の翼と比べるとかなり小さく、幼少期の白い翼ぐらいのサイズ。杏里の吹くフルートには、ヒーリング能力があるため、戦いをサポートすることが出来る（フルートを聞くと疲れが取れ、体力が回復する）。また、本人も混乱した時にフルートを吹くと落ち着く。
容姿は、長い髪を一本のゆるい三つ編みにしており、メガネをかけている。小柄で、目は大きく、小作りな顔立ちで、女の子のような容姿をしているため、よく間違えられるらしく本人も自覚している（翔にも学園に転校してきた初日、学園は男子高にもかかわらず、女の子に間違えられる）。
武器(?)：フルート（回復・補助）、属性：土
「土の精霊」の守護を受ける。
戦いを終えた後は、学園に戻り、学園生活を送る。
東堂 紫苑（とうどう しおん）
声：鈴置洋孝／琥珀の瞳、黒の残影、ドラマCD、アニメ版声優：石川英郎
身長188cm 体重80kg 誕生日12月12日 星座・射手座 血液型・O型 趣味・料理、裁縫 好きなもの・チョコレートパフェ 嫌いなもの・フォアグラ（人道的に許せない）
本名はシオン。遊星学園の歴史教師。また、文芸部と、空手部の顧問を兼任している。真面目で、正義感が強く、忠実。熱い心の持ち主で、無骨な外見をしており、武道の達人であるが、料理や裁縫が得意で、家庭的な一面を持つ。パソコンは苦手なため、テストはいつも手書きで作成。実は、ウィンフィールド王国の国王陛下付の近衛連隊長・中将として王家を支えていた。また、来栖の命を助け王国から連れ出し、父親代わりとして育て、見守ってきた。来栖は彼にとって、たった一つの守るべき存在で、一番大切なものでもある。来栖に対しては極度に心配症で、毎日（来栖を守るため）寮のロビーにで遅くまで何をするでもなく過ごしているため、「きっと思い人を待っているんだ」という噂もあった。こちらの世界に来てから、来栖の背中に白い翼が生えるまでは親子のように暮らしてきたが、翼が生えた後は、「クリストファー様」と呼び敬語で接している（学園では、人目のある時は、「逢坂」と呼んでいるが）。甘い物が好きだが一人でパーラーに入れないのが悩み。常にチョコレートを持ち歩いている。実は過去に黒い翼がはえたことがあったが、「暴走」しそうになったのを自らの意思で止め、その時に翼を引き抜いた。翼の根元はダナイに焼いてもらい、完全に翼は除去された。背中にその時の大きな傷跡が残っている。酒は飲めるが禁酒している。
黒い翼から王国を守れなかった責任を感じており、来栖の両親を守れなかった事を後悔している。
武器：ナックル、属性：木
「木の精霊」の守護を受ける。
戦いを終えた後は学園に戻らず、国王補佐官として来栖を助ける。
水落 瀬那（みずおち せな）
声：増谷康紀
身長183cm 体重71kg 誕生日9月3日 星座・乙女座 血液型・AB型 趣味・水彩画を描くこと 好きなもの・（真理が作った）ちらし寿司 嫌いなもの・生クリーム
本名はセナ。櫂のクラスの担任で、学園では生物を教えており、学園寮の寮監でもある。「大切な人からの預かりものだ」という「ピピ」という名前の青い小鳥（翔と櫂の母：真理の形見で、真理がロベール殿下と婚約した際の贈り物）を、いつも肩に乗せている。射撃の名手で、射撃部の顧問を務めている。大学を卒業後、製薬会社の研究所に勤めていたが、遊星学園に紫苑と来栖がいることを知り、学園へやって来た経緯を持つ。いつも冷静で、性格は優しく、生真面目で、不器用なタイプ。両親（父：セシル、母：ユリナ）は、共に近衛兵で、セナが8歳の時に、黒い翼との戦いで戦死している。士官学校での成績は、首席であった。養父のダナイと共に、王弟であるロベール殿下付きの近衛兵をしていたため人間界に居たが、ダナイだけがウィンフィールドに帰ってしまった時に黒い翼の襲撃にあい、ロベールと真理を力及ばず守れなかった。死ぬ間際の真理に生まれて間もない翔と櫂を守って欲しいという遺言を聞き、二人を黒い翼から守る決意を固める。自分で育てるよりは安全だと判断した彼は、黒い翼の目から二人を隠すため孤児院に預け（当時彼は12歳だった）、誕生日やクリスマスには毎年プレゼントを贈るなど二人を陰ながら見守り続けている。翔と櫂へのプレゼントはアルバイトや内職による自費の稼ぎでまかなっている。また、12歳から一人で人間界で暮らさなければならなかったため、否応なく処世術が身に付き、そんな自分を嫌悪している。回復魔法で、怪我を治し、疲労を軽減する。
ダナイに「好き嫌いはしてはいけない」と育てられたので、嫌いなものは無いと言っているが、実は生クリームが苦手。真理が作るバースデイ・ケーキを死ぬ思いで食べた経験あり。
容姿は、赤い髪に、青い目を持つ。
武器：銃、属性：水
「水の精霊」の守護を受ける。
戦いを終えた後は学園を辞め、自分探しをするため、ピピを連れて世界放浪の旅に出かけ、世界七不思議（ここでは、万里の長城、ナスカの地上絵、イースター島のモアイ、ソールズベリーのストーンヘンジ、ピサの斜塔、エジプトの王家の谷、アンコールワット）を巡る。
青木 直人（あおき なおと）
声：岸尾だいすけ
身長171cm 体重60kg 誕生日11月3日 星座・蠍座 血液型・O型 趣味・読書（漫画のみ） 好きなもの・親子丼（お母さんが作ったものが一番） 嫌いなもの・マシュマロ
翔の中学時代のクラスメイトで、剣道部のチームメイト。翔と一緒に、寄り道をしたり、翔が直人の家に何度も泊まりに来たりしていた程の親友。実家は町工場で、無口だが優しい職人気質の父が経営している。翔も中学時代よく遊びに行っていたため、直人の家族の事もよく知っている。翔と一緒に中学の時、剣道で全国制覇をしている。翔と遊星学園で再会。本人も、剣道のスポーツ特待生で、翔と並んで、赤点を取る程の学業の成績。どちらかと言うと、気は短い。本当は幽霊が苦手だが、強がって平気な振りをしている。また、昔からよく強がって、「肝試しをしよう」と発案している。楽譜は読めず、破滅的な音痴。翔が孤児院に戻った事を「唐沢道場」の寒稽古に行っていたため知らなかった。連絡もなしに引っ越してしまった翔を、少しばかり恨んでいた。少しの恨みと、翔の親友であったため、黒い翼に目をつけられ、父の工場を潰すと脅され、両親の就職を楯に黒い翼に改造されてしまった。黒の翼による憎悪に操られている葛藤と翔への友情に苦しみ、お互いの望まぬままに翔たちと戦うことになってしまった。
戦いによって重傷を負ったが、助け出され無事だった。リハビリをすれば、また剣道が出来る言われ、全国大会にも出場できる程に回復した。背中には翼の傷跡が残っている。時折翼がはえていた時のダメージが残っているらしく、病院で検査を受けて入院することもある。
上杉 凪（うえすぎ なぎ）
声：中國卓郎
身長169cm 体重56kg 誕生日2月29日 星座・魚座 血液型・O型 趣味・携帯ゲーム 好きなもの・イチゴのショートケーキ 嫌いなもの・薬
櫂のたった一人の大切な親友で、凪も櫂のことを何よりも大切に思っている。黒い翼に改造され、翔たちと戦う。櫂とは、「若林能力研究所」で出会い、小学校高学年の時、御園生の屋敷の地下牢で再会。再び遊星学園で再会した。学園生ではないが、寮の中庭で姿を見かける。子供の頃、翔のことは忘れているのに居なくて寂しいと泣いていた櫂に「これからは僕がその子の代わりになる」と櫂と親しくなる。若林能力研究所では、黒い翼の研究中、櫂は別な御園生コンツェルンの養子になる英才教育を受けるチームに配属されたため部屋が分かれることになり、研究の対象になった後は鎖に繋がれ閉じ込められて生活していた。その時に櫂が人目を忍んで携帯ゲームを差し入れてくれたため趣味になり、ケーキをわけてもらったからと好きな食べ物になる。
廃墟で翔達を倒すために待っていたが、櫂だけを別室に閉じ込めて戦わないようにした。結果倒され、別室から出てきた櫂の腕の中で、黒い羽だけを残し看取られるように消えていった。ウィンフィールドで黒い情念として姿を現し、再び戦いを挑んで来た。
戦いの結果、翼の一族は死ぬと体が消えてしまうので、死んでしまったように見えたが、重傷を負った彼の体を櫂が抱きかかえた際、櫂の血による無意識のワープで病院に転送され、記憶を失くして病院のスタッフとして生活していた。「櫂」という言葉だけを覚えていたため、病院で「かい君」と呼ばれて居た。
榊原 乱（さかきばら らん）
声：小杉十郎太
翔のクラスの担任で、数学教師。黒い翼の総帥の腹心で、副総帥。学園長と同時に着任し、学園長が最も信頼している、若林の公私共にパートナーとしての立場を演じるが、レイヤードすらも利用していたに過ぎず、レイヤードには隠した黒の翼の研究施設を作ったりしていた。人間界に赴き、王弟：ロベールと、妻：真理を殺し、双子（翔、櫂）も殺そうとしたが、双子は瀬那によって助けられた。
最終的に情念を取り込んで、レイヤードまでをも取り込んで翔達に挑むが、太陽神の力を借りた翔達に倒される。レイヤードを利用していたが、死ぬ間際に身の内からレイヤードを解放して消える。
若林 怜夜（わかばやし れいや）
声：井上和彦
遊星学園の学園長で、前学園長を追い出し、最近学園長に就任した。黒い翼の総帥：レイヤードであり、ウィンフィールド王国と、御園生コンツェルンを裏で操っている。パソコンに精通しており、王国にパソコンを持ち込んでいた（白い翼の王家は科学を禁じていた）。封印の扉が学園にあることが分かり、ランがレイヤードを学園長の座に就かせた。そして、封印の扉を開くため、次々と白い翼の血を引くものを学園に集めた。本来レイヤードは白い翼の王族だったが、黒い翼がはえたため、両親にも見放され、長い間幽閉されていた。ランに幽閉から解放され、そのことから白い翼への憎しみを抱いた。ランによって、その出生から黒い翼の総帥にされた。白い翼の王族出身であるため、ワープ能力が備わっており、来栖や翔、櫂とも親戚にあたる。また、彼も王家の出であるため、封印の扉を開けようと試みたが、黒い翼であるため開かなかった（翔、櫂、来栖の祖父なども同様に、ここ数代、封印を解くことが出来る者はいなかった）。
ウィンフィールド城と、人間界に住む王弟を同時に攻撃した際、「クリストファーと違い、まだ赤ん坊だ。うまく育てれば、役に立つかもしれん」と、双子の赤ん坊（翔と櫂）は生かして連れてくるように命じていた。
いつしか、ランが思い描く黒い翼の未来と、レイヤードが望む黒い翼の未来（黒い翼を「暴走」の呪いから解放すること）は決して一致するものではないと気付き、ランの裏切りを半ば確信するようになっていた。
腹心だと思っていたランに利用されていたことを知らされるが、負の情念を取り込んだランの力で自らも内に取り込まれてしまったが、ランが死ぬ間際にレイヤードを解放したことで、利用されていただけではなかったという、ランの心に気付いた。
戦いを終えた後は、紫苑と共に、国王補佐官として来栖を助ける。死んだランのことを想い続けている。

### 他のキャラクター
新島 瑠伽（にいじま るか）
声：深井晴花
遊星学園の音楽教師。茶道部顧問。熱心で教え方は上手いが、服装はミニスカートを穿くなど挑発的。男勝りな性格だが、美人でナイスバディーで、生徒たちの憧れの的。その正体は黒い翼の一族ルカ。レイヤードの配下として翔達に挑むが倒される（本格的にピアノを修行をするためヨーロッパに旅立った、と生徒たちには説明がなされ、かわりの音楽の先生も手配される）。ウィンフィールドで亡霊となってその姿を現し、再び戦いを挑んでくる。来栖の親を殺害した張本人でもある。
一度目の「暴走」は、平均よりもかなり早く、まだ少女だった時に起こる。3人姉妹（次女：リラ、三女：マロン）の長女で、母（パメラ）の手伝いをしたり、三女にミルクをあげたりと妹たちの面倒もよく見る、いいお姉ちゃんであった。「暴走」により、姉妹は死に、本人も村人たちによってリンチを受ける。「朽ちるまで、放置するように」という村長の御達しであったが、「苦しまず、ひと思いに殺してやる」と両親（父：サイラス）は、ルカを密かに殺そうとする。両親のエゴにより殺されかけた時、レイヤード、ラン、カレンによって救われ、両親はレイヤードにより殺害される。両親を殺されたわだかまりはあったが、「黒い翼が自分らしく生きられる世界を創る」というレイヤードの言葉に自分の生きる意味を見出し、黒い翼が幸せに生きられる世界を作ることを使命とし、レイヤードに仕えことに。
寝屋川 花恋（ねやがわ かれん）
声：間島淳司
遊星学園の書道教師。剣道部顧問。書道の授業はなかったが、レイヤードが学園長になり、書道の授業を始めたため、学園に着任。実家は書道塾を経営している（父が教えている）らしい。普段から平気でオカマ言葉で話すゲイで、レイヤードに恋している。竹刀を持つと人格が変わり男になる。正体は黒い翼の一族カレン。ルカと一緒に国王と王妃を殺すが、来栖を殺そうとした時に紫苑によって来栖を逃がされてしまった。新島と共に、来栖の親を殺害。レイヤードの配下として翔達に挑むが倒される（実家の書道教室を継ぐため学園を去った、と生徒たちには説明がなされる）。ウィンフィールドで亡霊となってその姿を現し、再び戦いを挑んでくる。
山に囲まれた小さな町で一人息子として生まれた。昔から女の子を好きになった事はなく、初恋も、優しくて、男らしい、背の高い、同性の親友で幼馴染のアルマンであった。アルマンに告白し、失恋。失恋のショックでフラフラと彷徨い歩き、気が付くと、危険だからと町の者は誰も近寄らない山奥の崖の上に立っており、足を踏み外し、転落。黒い翼が生えたため、落下は免れたが、どうしていいか分からず、戸惑いフラフラと歩いていると、黒い翼の集会に出くわした。その時、山間部に来ていたレイヤードに気に入られ、「私の元で仕える気はないか?」と誘われた。私の元で使えるがいいと言われ、救われた気がし、自分の生きる場所を見つけられたと思った。
以前は、昔から女の子を好きになった事は一度もなかったにもかかわらず、友人に合わせ、友人と一緒に女の子の話で盛り上がったり、と自分を偽って生きていたが、「あるがままの自分で生きろ。どんなお前でも私は受け止めてやる」というレイヤードの言葉に従い、現在の言葉遣いになった。
火の精霊（ひのせいれい）
声：石原慎祐
礼儀正しく、元気な翔を気に入り守護精霊になる。翔と性格が似通っている点も気に入っている。
木の精霊（きのせいれい）
声：夕城粧子
幼い少年の姿をしている。紫苑がくれたチョコレートを気に入り、紫苑に懐く。来栖はそれが気に入らないらしい。
金の精霊（きんのせいれい）
声：Yuki-Lin
精霊の中で唯一の女性。怪しい英語混じりの言葉遣いで、王子である来栖を気に入り、「プリンス」と呼ぶ。人間界のコスプレにはまっており、メンバーにコスプレをさせるのが趣味。
水の精霊（みずのせいれい）
美形なのに妙な関西弁を喋る。
土の精霊（つちのせいれい）
犬の姿をしている。一人称は拙者。心が綺麗な杏里を気に入り守護する。杏里は土の精霊のモフモフした尻尾が好きで、よく触らせてもらっている。
月の精霊（つきのせいれい）
声：西垣俊作
性別は男で、闇を支配している。以前に、黒い翼の守護精霊になった経験があり、「時が流れたからと言って、黒い翼を殲滅しようとしている者の力になることは出来ない」と、当初は守護精霊になることを拒んだが、「黒い翼と白い翼の悲しい歴史に幕を下ろし、新しい歴史の幕を開けてくれる気がする」と、考えを改め、櫂の守護精霊となる。「月の精霊」は、黒い翼に味方したため（他の精霊は白い翼の神話、黒い翼の神話に共通しているが）、白い翼の神話には存在せず、白い翼の神話では五精霊となっている（黒い翼の神話では六精霊とされている）。「遠い昔、月の精霊には、黒い翼の恋人がいた。彼の「暴走」と共に幸せな日々は終わり、月の精霊は恋人との約束通り、彼を殺した。月の精霊は他の精霊とは異なり、守番がいない。
白い翼の神話では、月の精霊は自分が闇の世界にしか生きられないことを不満に思い、太陽神の目の届かない夜の闇に紛れ、黒い翼を作り出したとされている。
土の守番（つちのもりばん）
声：石原慎祐
カッパの姿をしている。精霊の守番の中では異質で、戦闘による試練を与えない。その代わり自らの趣味に走った行為を翔達に要求する。金の精霊と仲が良いようで、「入るとその登場人物になってしまう絵本」を一緒に作っている。遊星学園学園祭に勝手にやってきて、女装コンテストで優勝した。
ロベール
声：広野大地
ウィンフィールド王弟殿下で、翔と櫂の父親。来栖の叔父。紫苑と親しかったらしく、生まれたばかりの来栖を紫苑に見せに行くなどしている。人間界で黒い翼の襲撃に会い、翔と櫂を抱いた真理を逃がすために自らの命と引き換えに黒い翼に力を使い、息を引き取る。
戦いが終わった時、風間家（真理の家）の墓に「風間ロベール」として、瀬那によって墓石に名前が刻まれている。翼を持つ者の性質上、墓の中に遺体は無い。
風間真理（かざま まり）
声：笹島かほる／ドラマCD版声優：Ruru
翔と櫂の母親。偶然、王国に来てしまったこちらの世界の人間。ロベールと恋に落ち、王弟妃殿下になる。人間との結婚は禁止されていたため、ウィンフィールドには行かず、人間界で結婚。王弟殿下付きの近衛兵である瀬那を家族のように扱っていた。瀬那が連れているピピの本来の飼い主。双子（翔・櫂）も生まれ、ロベールと共に幸せに暮らしていたが、黒い翼の襲撃に遭う。襲撃に遭った時、ロベールによって翔と櫂を腕に抱いて逃がされたが、黒い翼に追いつかれ攻撃されてしまう。死ぬ間際に現れた瀬那に翔と櫂を託して息を引き取る。
ダナイ
声：鈴木貴征
戦争で両親を失った小さい瀬那を養子に迎え、共に王弟殿下直属の近衛として生活していた。ロベールが人間界で生活を送っていたため、瀬那と共に人間界に居たが、たまたまウィンフィールドに一人で里帰りしていた際ロベールや国王が襲われてしまったため、人間界に戻れず、黒い翼が恐怖政治を敷いたウィンフィールドに留まっていた。実の息子レオンに黒い翼がはえてしまったため、黒い翼を持ったものは殺されるという法律から逃れるために人里離れた地に居住し、レオンを隠すようにして暮らしていた。
レオン
声：咲ゆたか／CD版青年時代：石原慎祐
ダナイの息子で、瀬那の義弟。黒い翼がはえてしまったため、両親共に人里離れた所に居住し身を隠すように生活していたが、戦いが終わった後、国王になった来栖によって「黒い翼を虐げない」という法律が作られたため、身を隠す必要が無くなり、ウィンフィールドの近衛兵に入隊する。

### OVAからのキャラクター
三ツ木 響平（みつぎ きょうへい）
声：柿原徹也
OVA版のオリジナルキャラクターで、翔たちの同級生。切れ者で、読書家。記憶力は抜群に良いのだが、かなり「俺様」な性格の持ち主で、人付き合いは苦手なタイプ。いわゆる問題児。親は占い師で、本人も何故か人の秘密に詳しく、寮生の弱みを多く握っている。
中条 優斗（なかじょう ゆうと）
声：羽多野渉
OVA版のオリジナルキャラクターで、学園寮の寮長で、翔達の上級生。剣道部の部長も務めている等、まじめすぎる優等生タイプ。まめな性格で、世話好きな超お人好しタイプ。いつも遅刻する来栖を気に掛けており、毎朝来栖の部屋の扉を叩いて起こしに行く。霊感がある。寮では、響平と同室でもある。

### 新キャラクター
木村 薫（きむら かおる）
声：杉田智和／子供時代：夕城粧子
翔が通っていた剣道の道場の3歳年上の先輩で、翔の養子先の羽村家の隣人であった。実の親に疎まれていたため、実子でもないのに可愛がられて生活を送る翔に憎しみを抱いていた。子供の頃、「何でも持っている翔」、「何も持っていない自分（薫）」と考え不公平に感じ、二人の間に壁をつくり、わだかまりを持っていた。また、「翔の優しさは『幸せな者の施し』」で、「『偽善』という自己満足にしか過ぎない」と思い、翔のことを邪険にしていたが、翔は「薫さん、薫さん」と犬っコロみたいに付きまとっていた。薫が小学6年の時には、翔が養父母に頼み、羽村家が薫の誕生日パーティーを開きプレゼントを送られたが、自尊心の強かった薫は素直に受け止めることが出来なかった。翔の養父母が死んでしまったため、翔が引っ越しそれ以来会っていなかったが、養護施設の先生が道場が爆発した事件を翔に知らせたため、道場を心配して身に来た翔とそこで再会する。翔と会ったことで憎しみが甦り、黒い翼として覚醒してしまい「暴走」を起こすが、突然現れた月の精霊によって「暴走」を止められ意識を失い、そのまま薫だけウィンフィールドの月の精霊の祠に連れて行かれ、その身を安置させられる。
子供の頃翔が隣家から居なくなった後に両親に売られて、ランの秘密の研究所で黒い翼の改造実験をされる。ランが改造に、月の精霊の守番の一部が使用されたことにより、改造された黒い翼としても特殊な存在になってしまっていた。道場の爆発事件も、黒い翼になった薫の「暴走」によるものだった。責任を感じた月の精霊の力で薫を眠らせている間に翔達は薫を助けるために動いていた。その眠りの間に過去を思い出した薫は、翔を憎んでいたのではなく羨んでいた、内心翔を憎む薫に真っ直ぐな気持ちで向かって来る翔の存在の大切さに気付く。
辻 庸介（つじ ようすけ）
声：梅小路ピンポン
遊星学園に来栖が入学したばかりの頃の生徒会長だった。孤立する来栖に声を掛け、次第に来栖に惹かれて告白し来栖と恋人になるが、来栖の自分への気持ちが恋愛ではないことに気付き、真に来栖の心にある人と一緒に幸せになって欲しいと、卒業の時に来栖に別れを告げた。射撃部OBとして遊星学園の学園祭に来て、来栖と再会する。他の生徒から「水落先生と似ている」と噂される容姿。学生時代からの夢だった弁護士になり、現在はイソ弁として弁護士事務所に身を置いている。来栖の想い人が紫苑であり、紫苑も来栖を想っていると思っていた。
相馬 真伍（そうま しんご）
声：一条和矢
翔と櫂を孤児院に託し、自らは行くあてがなく雨の中行き倒れていた瀬那を救った女性の愛人。ヤクザであり、瀬那の容姿を気に入り、助けてくれた女性に恩義を感じた瀬那は自ら相馬の元で暮らすことになった。相馬が敵対組織に襲撃された時、相馬を狙った弾丸から瀬那が庇ったため、逆に恩義を感じた相馬が自分から瀬那を解放した。
降谷 幸彦（ふるや ゆきひこ）
声：杉崎和哉
小さい頃、杏里の父が降谷の家庭教師をしていたため杏里とは昔なじみ。杏里のことを女の子だと思っており、杏里ちゃんと呼ぶ。杏里の父の死後、外国へ留学してしまったが、帰国し、杏里に熱い想いをぶつけようと、遊星学園学園祭に行き、杏里と再会する。

## 用語集
遊星学園（ゆうせい がくえん）
F県の山の中にあり、最寄りの駅からバスで2時間、停留所から山道を歩いて1時間のところにある。翔や櫂の通う全寮制の名門男子校で、山に囲まれた自然が豊かな学園。学園がある山の頂上には教会があり、以前は信仰心の厚い生徒たちは毎週日曜には礼拝に通っていたらしいが、現在は訪れる者はほとんど誰もいない。生徒たちは皆、寮で生活しており、「寮の池のほとりで告白すると、その恋は成就する」と言う「学園七不思議」がある程に男同士で付き合っている者も多い。学園から寮までの道は、夜になると真っ暗になってしまうため、学園生はみな懐中電灯を学園に持参している。基礎課程、本課程、研修課程に分かれており、それぞれの課程を修了しないと次の課程には進めず、落第してしまう。学園に隣接する寮は、二人部屋で、大抵は学生の希望で部屋割りは決められる（特に希望のない場合や、新入生は寮監や寮長が決める）。また、寮には広い大浴場（17時から消灯時間である23時までの間は入浴可能）があるが、大抵の生徒は部屋についているシャワーで済ましているため、あまり利用する者がいない。「封印の扉」が翼を持つ者たちを呼び寄せている。
学園七不思議
その1:「真夜中の音楽室になるピアノ」。その2:「剣道場に現れる、日本刀を持った武士の幽霊」。その3:「寮の冷蔵庫の中に住む、太ったスズメ」。その4:「理科室の踊る骸骨」。その5:「踊り場の鏡で合わせ鏡をすると未来が見える」。その6:「男子トイレの一番奥の個室に花子さんがいる」。その7:「寮の池のほとりで告白すると、その恋は成就する」。
「ウィンフィールド王国記」
遊星学園の図書室にある数百年前に書かれた本で、人間界とは別の世界にある不思議な王国が舞台。そこには背中に白い翼や黒い翼が生えてる人達がいる。冒険家の旅行記のようなもの?
ウィンフィールド王国
この世界とは別の次元に存在する国。大国ではないが、豊かな自然に恵まれた理想郷の平和な国。王族の男子には白い翼があり、代々、白い翼を持つ一族によって統治されており、国民は、王家を尊敬していた。王国には、白い翼を持つ者、黒い翼を持つ者、翼を持たない者（人間）が暮らしていた。白い翼と黒い翼の戦いが、二百年前から続いている。20年ほど前に、黒い翼を持つ一族が反乱を起こし、次々と白い翼を持つ王族は暗殺され、国は乗っ取られ、黒い翼の総帥・レイヤードが王位に就いた。そのため、ウィンフィールド城は黒い翼の本拠地になっている。また、城の最上階には、太陽神が眠るという「封印の間」がある。
王国の興る以前は、何百年にもわたり白い翼と、黒い翼は戦争状態にあったため、大地は荒れ果て、王国は滅亡の危機に瀕していた。その時、白い翼の勇者が現れ、大戦を終結させ、ウィンフィールド王国の初代国王となった。そして、黒い翼の者たちは、白い翼の元に入ることを拒み、町の片隅でひっそりと暮らし始めた。
白い翼の一族
ウィンフィールド王国を治める王族の男子には背中に白い翼が生えている。つまり、ウィンフィールド王国を治めている一族と言うこともできる。白い翼は、平和の象徴であり、神聖で、崇高。高貴な血筋として敬われている。白い翼の王族は殺され、黒い翼に王国を乗っ取られてしまったため、国民は、再び白い翼の時代が来ることを切望している。幼少の時には翼はなく、翼が完全になる事が成人の証でもある。翼は、危機になると出現するなど、必要に応じて具現する。ある程度制御出来る様になれば、翼の具現・収納が自在に出来るようになり、翼で空を飛ぶことも出来る。構造として翼は精神の象徴のようなものなので、根元が無く、千切られてもすぐに再生できる。一般に白い翼は、黒い翼が持つ魔法を使えない。翼のあるものは、白い翼でも、黒い翼でも、死んでしまうと、サラサラと散ってしまって死体も残らない。二百年前から、白い翼と黒い翼の戦いは続いている。また、百年ほど前に描かれた日記によると、白い翼の王太子でありながら、黒い翼が生えたため、ずっと『封印の間』に幽閉されていた王族がいるらしい。
黒い翼の一族
不幸の前兆として悪魔のように忌み嫌われ、弾圧され、迫害される。民衆になぶり殺しに遭うこともあり、「黒い翼を殺しても、殺した人間は罪に問われない」と言う法律さえあり、生まれたら殺すという暗黙のルールが出来てしまっているという。王室関係者が秘かに暗殺しているという噂もある。普通に生活していた人間にある日いきなり黒い翼が生え、力を制御できず、周りにいる人や建物など、全てを巻き込み、あらゆるものを破壊しつくす。白い翼とは異なり、血縁ではなく、突然変異であるため数は少ないが、力は強い。また、大きくきれいな翼をしている者ほど、力が強い。黒い翼自身にも制御することの出来ない、強い力の「暴走」現象が起こるため、「黒い翼は恐ろしい」、「黒い翼に近寄ってはならない」、「黒い翼は呪われた化け物だ」などと言われ、差別されてきた。自分が黒い翼であることを隠し通そうとしたり、魔法が使える事を人に知られないよう気遣ったりと、本来の自分の姿を偽り、自分を殺して生きてきた者が多い。白い翼とは成長の仕方が違い、ある程度の年齢で成長が止まり、若い姿を保ったままという特徴がある。そのため、黒い翼は肉体的に衰えるという事がなく、外見から年齢を判断することは出来ない。かつて神に言葉を解していた? 白い翼とは異なり、黒い翼は女性にも生えるが、黒い翼の女性は体に子供が出来ない。黒い翼は白い翼と違い体に根付いて生えている。翼をもぐことで黒い翼の力や「暴走」を排除出来るが、根付いていた翼の傷跡が残る。根っこがある限りまた生えてしまうので、完全になくすには根っこを焼くなどしなければならない。そして、20年ほど前に、反乱を起こし、ウィンフィールド王国を乗っ取った。国民は、黒い翼の圧政と重税に苦しんでいる。
若林能力研究所
学園長が遊星学園に来る前に開いていた研究所で、所長は、レイヤードで、副所長はラン。後継者を必要としていた御園生理事長（後に櫂の養父となる）が、経済的にバックアップしている。孤児院育ちの5歳程度の小さい子供を集めて早期能力開発、いわゆる英才教育を研究していたが、「事故が起き、閉鎖された」と、ニュースでも大々的に報道されたが、結局原因は明かされないままであった。子供同士の交流は許されておらず、櫂は孤独を感じていた時、凪と出会った。櫂のように、御園生コンツェルンの後継者を育成するグループと、凪のように、黒い翼に改造手術を行い、研究するグループがあり、毎日検査テストが繰りかえされていた。後継者グループで、一番能力が高まった櫂を御園生理事は養子にした。また、改造手術を行われた子の一人が「暴走」したことが封鎖の原因であった。
ワープゾーン
王家の血の中にワープ能力が伝わっており、翼を持つ者が、行きたい場所を思い浮かべながら、ナイフなどによって、自らの手で、血を落とすことによって作ることができる。そのため、行った事がない知らない場所には作ることが出来ない。しかし、行った事のない場所であっても、そこに知っている人がいて、（GPSなどによって）そこの正確な場所がわかれば、ワープゾーンを開くことが出来る。ワープゾーンの作り方を教え、反乱などを想定し、ワープゾーンを作り人間界へ脱出できるよう幼い頃に一度、人間界で実地練習を行っている。
暴走
黒い翼を持つ者に起こる現象で、強い力が暴走して起こる。前兆などはなく、メカニズムも不明。理性は消え、身体も心も痛んでいるのに本人にも制御できない状態に陥り、お互いの意思に反していても戦わざるをえない。周りにいる人や建物など、全てを巻き込み破壊してしまう強大な力を持つ。憎しみの感情が強ければ強い程、「暴走」も強くなる。生涯二度起こり、一度目で大抵死んでしまい、体力があれば生き残るが、二度目の「暴走」では完全に制御不能になり死んでしまう。黒い翼の研究により、「暴走」の兆候が分かるようになり、また、「暴走」で身体が壊れてしまわないように力を加え、ダメージを軽くすることが可能になっているが、制御方法は未だ見つかっていない。
（負の）情念
憎しみや、恨み、妬みなどの人々の悪い感情が変質して形になったもの。憎しみが形となり、心を支配し、憎しみに捕らえられてしまう。元が、どんなに心の優しい人であっても、「浄化」されない限り、情念に取りつかれてしまった状態に陥る。自らの意思は存在せず、身動きが取れなくなった状態。声は聞こえても、心には届かない。
遥か昔に、黒い翼の長年の恨みが情念を引き寄せ、黒い翼に取り憑いた。その情念を太陽神が封印していたが、初代国王の時代に再び情念が暴れ出した。そのため、六精霊を復活させ、太陽神の力を召喚し、地下深くに情念を再び封印し、その結界として六精霊が配置されていた。しかし、大きな邪悪に引きずられ、封印が弱まってきている。封印が解かれ、情念が解放されると、情念に取り憑かれた人々の心は憎悪で埋め尽くされ、人格が凶暴化する。そして、最後の一人が死に絶えるまで殺戮を繰り返す。
封印の扉
白い翼の生えた者しか開くことが出来ないとされ、扉。「扉の向こうには、「特別な力」が眠っており、その力を手に入れることが出来れば、黒い翼に勝つことが出来る」という伝説が白い翼の王家に代々伝わっており、世界を征服を出来るくらいの力が手に入るらしい。紫苑の調べで、遊星学園にある事がわかり、来栖と共に学園に潜入。その後、レイヤードが学園長に就任し、封印の扉を開くために白い翼の血を引く櫂や、翔を次々と転校させ、白い翼の関係者が学園に集まりだした。来栖の祖父や曾祖父が開けようと試みたが、開かなかったが、来栖、翔、櫂の3人の力で扉は開き、力を手に入れる事が出来た。「特別な力」とは、精霊の守護を受けることを意味する。
（星の）精霊
様々な自然の力の根元となる存在で、自然を操る力を持つ神に近い存在。白い翼の神話では五精霊で、黒い翼の神話では六精霊とされており、「月の精霊」は、黒い翼に味方したため、白い翼の神話には存在しないが、他の精霊は二つの神話に共通している。「火の精霊」は翔を、「月の精霊」は櫂を、「金の精霊」は来栖を、「土の精霊」は杏里を、「木の精霊」は紫苑を、「水の精霊」は瀬那をそれぞれ守護することに。「月の精霊」は海に、「火の精霊」は火山に、「金の精霊」は鉱山に、「土の精霊」は砂漠に、「木の精霊」は森の中、「水の精霊」は湖のほとりにそれぞれ封印されている。また、精霊はワープゾーンを作ることが出来る。
守番
精霊にはそれぞれ守番がついており、守番が与える試練を超えなければ精霊に会うことが出来ない。月の精霊のみ守番が居ない。
封印の間
ウィンフィールド城の最上階にある、太陽神が眠るというとされる部屋。
太陽神
ウィンフィールド城の最上階に、太陽神が眠るという「封印の間」がある。六精霊を集めれば、太陽神は復活するとされている。「太陽神には黒い翼の呪いを解く力がある」と黒い翼の神話にあり（白い翼の神話では、再び勇者が現れ、五精霊を復活させ、太陽神と精霊の守護を受ける事が出来れば、黒い翼を殲滅する事が出来るとされている）、「太陽神を復活させれば『暴走』を止める事が出来る」とレイヤードは考えていた。しかし、嘗て太陽神が情念を封印した際に力尽き、分裂。六精霊に姿を変えたため、封印は解かれても太陽神は復活しなかった。代わりに、嘗て太陽神と共に情念と戦った勇者の情念が現れた。
太陽神は、姿としては既に存在しないが、その力は残っており、封印の間に力が封印されている。力を受け継ぐ勇者が現れれば、太陽神の力を具現する事が出来る。力の強い者は太陽神の力を受け止める事が出来るが、受け止める事が出来なければ、その先に待っているものは死だという。また、全く同じ魂を持つ者にであれば2人にであっても、力を分散させ召喚することは出来る。
（伝説の）勇者
かつて太陽神と共に情念と戦った白い翼を持つ者。ウィンフィールド王国の初代国王。封印の間に眠るという太陽神の封印を解いた際、太陽神の代わりに、太陽神と共に情念と戦った勇者の魂が現れる。かつて、六精霊を復活させ、太陽神の力を召喚し、地下深くに情念を封印し、その結界として六精霊を配置した。
白い翼の神話では、勇者は太陽神の守護を、それぞれ五精霊の守護を受けた5人の仲間と共に、月の精霊と黒い翼の制圧に乗り出したとされている。
レジスタンス
黒い翼を擁護する王（来栖）を認めず、「退位しないなら殺してやる」という考えの強硬派。背景には、黒い翼の暴走に巻き込まれるなどした先祖代々の恨み生み出した、黒い翼に対する偏見がある。

## アニメーション
2006年にOVAが発売された。全2話。

### ストーリー
黒い翼の一族に侵略された白い翼の一族の末裔･羽村翔。彼は生き別れた双子の弟･御園生櫂を探して全寮制高校･遊星学園に入学するが、やっと見つけた彼は翔のことを覚えておらず…。

### スタッフ
- 原作：BlueImpact
- キャラクター原案：山本和枝
- 監督：黒田やすひろ
- 絵コンテ・演出：松澤建一
- 脚本：堀井明子
- キャラクターデザイン・作画監督：赤尾良太郎
- 色彩設計：佐野ひとみ
- 色指定・検査：東海枝和之
- 美術監督：片野坂悟一
- コンポジットディレクター：蓑輪直人
- CGI：吉澤大輔
- 効果：藤原もりじ
- 編集：田熊純
- 音楽：ホッピー神山
- 音響監督：渡久地誠
- 音楽プロデューサー：田上英彦
- 音楽制作：AMG MUSIC
- 音楽制作協力：有限会社ウエストフォースプロダクションズ
- 制作担当：赤堀由佳
- 制作プロデュース：オニロ
- アニメーションプロデューサー：新谷義浩
- 企画：吉田尚剛、杉原晃史、本川秀一、武村哲司
- エグゼクティブプロデューサー：石井常夫、増田宝昌
- プロデューサー：小泉義徳、井上博明
- アニメーション制作：VENET
- 製作：Angel's Feather製作委員会

### 主題歌
オープニングテーマ
「ROCK STAR」
作詞・作曲 - AKIHITO / 詞英訳 - HIRO / 編曲 - 滝沢光啓、エイト / 歌 - 羽多野渉（三ツ木響平役） vs 柿原徹也（中条優斗役）
エンディングテーマ
「LAST SONG」
作詞・作曲 - AKIHITO / 編曲 - 滝沢光啓、エイト / 歌 - 石川英郎（東堂紫苑役） vs 鈴木千尋（逢坂来栖役）

### サブタイトルリスト
| 発売日        | 話数   | サブタイトル | 脚本     | 絵コンテ | 演出     | 作画監督   |
| ------------- | ------ | ------------ | -------- | -------- | -------- | ---------- |
| 2006年4月28日 | 第一話 | 予兆         | 堀井明子 | 松澤建一 | 松澤建一 | 赤尾良太郎 |
| 2006年5月26日 | 第二話 | 曙光を求めて | 堀井明子 | 松澤建一 | 松澤建一 | 赤尾良太郎 |

## 関連商品

### ゲーム
- Angel's Feather PlayStation 2 CD-ROM 初回限定版（2004年3月11日発売）
- Angel's Feather PlayStation 2 CD-ROM 通常版（2004年3月11日発売）
- Angel's Feather -黒の残影- PlayStation 2 CD-ROM 初回限定版（2005年6月30日発売）
- Angel's Feather -黒の残影- PlayStation 2 CD-ROM 通常版（2005年6月30日発売）
- Angel's Feather -琥珀の瞳- PC DVD-ROM（2005年7月29日発売）

### ブック・イラスト集
- Angel's Feather 琥珀の瞳＆黒の残影 完全ビジュアルファンブック（大型本 編集：メディアミックス書籍部 エンターブレイン 2005年9月30日発売）ISBN 4-7577-2438-1
- Angel's Feather -黒の残影- 〜山本和枝アートワークス〜（大型本 編集：ピーズサイテック ジャイブ 2005年7月発売）ISBN 4-86176-189-1
- 蒼空 山本和枝画集（エンターブレイン 2007年10月31日発売）ISBN 978-4-7577-3879-9
- エンジェルズ フェザー ビーゲームノベルズ（ビブロス 2003年10月3日発売）ISBN 4-8352-1500-1
- Angel's Feather アンソロジーコミック（エンターブレイン 2005年12月26日発売）ISBN 4-7577-2547-7

### CD
- Angel's Feather LAST SONG Single, Maxi （ミュージックワゴン 2005年12月21日発売 収録時間：13分 ディスク枚数：1枚）
- Angel’s Feather オリジナルBGM集 （AMGエンタテインメント 2006年12月27日発売 収録時間：47分 ディスク枚数：1枚）
- Studio e・go! Vocal Collection Vol.4（Studio e.go! 収録時間：26分46秒 ディスク枚数：1枚）
- みんのうた。（KNS Entertainment 2005年1月5日発売 収録時間：40分 ディスク枚数：1枚）

ドラマCD
- Angel’s Feather オリジナルドラマCD 青い鳥の帰る場所 水落瀬那（増谷康紀）×羽村翔（山口勝平）（ティームエンタテインメント 2003年10月6日発売 収録時間：72分 ディスク枚数：1枚）
- Angel’s Feather from OVA ドラマCD #1
- Angel’s Feather from OVA ドラマCD #2
- Angel’s Feather from OVA ドラマCD #3
- Angel's Feather ドラマCD Vol.1 初回限定版（CD2枚組＆ブックレット）
  - DISC.1
    - 「ひとつの魂を分け合って」 御園生櫂（緑川光）×羽村翔（山口勝平）

  - DISC.2
    - 「旅路の果て」 東堂紫苑（石川英郎）×水落瀬那（増谷康紀）

  - 初回限定特典
    - カップリング妄想らくがきブックレット
    - 特典CD-ROM for Windows

ドラマCDキャストによりフリートーク、?描き下ろし壁紙データ他
（山口勝平、緑川光、石川英郎、増谷康紀）
- Angel's Feather ドラマCD Vol.2 初回限定版（CD2枚組＆ブックレット）
  - DISC.1
    - 「未来の足音」 逢坂来栖（鈴木千尋）×羽村翔（山口勝平）

  - DISC.2
    - 「黒い羽根は夜に囁く」 上杉凪（中國卓郎）×御園生櫂（緑川光）

  - 初回限定特典
    - カップリング妄想らくがきブックレット
    - 特典CD-ROM for Windows

ドラマCDキャストによりフリートーク、?描き下ろし壁紙データ他
（山口勝平、鈴木千尋、中國卓郎、緑川光）
- Angel's Feather ドラマCD Vol.3 初回限定版（CD2枚組＆ブックレット）
  - DISC.1
    - 「思い出の丘」 東堂紫苑（石川英郎）×逢坂来栖（鈴木千尋）

  - DISC.2
    - 「親友は恋人」 青木直人（岸尾大輔）×羽村翔（山口勝平）

  - 初回限定特典
    - カップリング妄想らくがきブックレット
    - 特典CD-ROM for Windows

ドラマCDキャストによりフリートーク、?描き下ろし壁紙データ他
（石川英郎、鈴木千尋、岸尾大輔、山口勝平）
- Angel's Feather ドラマCD Vol.4 初回限定版（CD2枚組＆ブックレット）
  - DISC.1
    - 「僕と王様」 逢坂来栖（鈴木千尋）×千倉杏里（宮田幸季）

  - DISC.2
    - 「AF・バラエティー」 メインキャラ

  - 初回限定特典
    - カップリング妄想らくがきブックレット
    - 特典CD-ROM for Windows

ドラマCDキャストによりフリートーク、?描き下ろし壁紙データ他
（鈴木千尋、宮田幸季のフリートーク）
（山口勝平、緑川光、宮田幸季、増谷康紀、石川英郎、岸尾大輔、中國卓郎 以上8人でのフリートーク）
- Angel's Feather ドラマCD Vol.5 初回限定版（CD2枚組＆ブックレット）
  - DISC.1
    - 「壊れた時計」 木村薫（杉田智和）×羽村翔（山口勝平）

  - DISC.2
    - 「自由（エルーセラ）をこの手に」 逢坂来栖（鈴木千尋）×水落瀬那（増谷康紀）

  - 初回限定特典
    - カップリング妄想らくがきブックレット
    - 特典CD-ROM for Windows

  - 初回限定特典

ドラマCDキャストによりフリートーク、?描き下ろし壁紙データ他
（杉田智和、山口勝平、鈴木千尋、増谷康紀）
- Angel's Feather ドラマCD Vol.6 初回限定版（CD2枚組＆ブックレット）
  - DISC.1
    - 「汀の伝説」 水落瀬那（増谷康紀）×御園生櫂（緑川光）

  - DISC.2
    - 「二つの世界を結ぶ絆」 東堂紫苑（石川英郎）×羽村翔（山口勝平）

  - 初回限定特典
    - カップリング妄想らくがきブックレット
    - 特典CD-ROM for Windows

ドラマCDキャストによりフリートーク、?描き下ろし壁紙データ他
（増谷康紀、緑川光、石川英郎、山口勝平）
- Angel's Feather ドラマCD Vol.7 初回限定版（CD2枚組＆ブックレット）
  - DISC.1
    - 「黒の系譜」 ラン（小杉十郎太）×レイヤード（井上和彦）

  - DISC.2
    - 「一日おくれのクリスマスイブ」 羽村翔（山口勝平）×千倉杏里（宮田幸季）

  - 初回限定特典
    - カップリング妄想らくがきブックレット
    - 特典CD-ROM for Windows

ドラマCDキャストによりフリートーク、?描き下ろし壁紙データ他
（小杉十郎太、井上和彦、山口勝平、宮田幸季）
- Angel's Feather ドラマCD Vol.8 初回限定版（CD2枚組＆ブックレット）
  - DISC.1
    - 「ウイング・コースター」 逢坂来栖（鈴木千尋）×御園生櫂（緑川光）

  - DISC.2
    - 「再会」 相馬真伍（一条和矢）×水落瀬那（増谷康紀）

  - 初回限定特典
    - カップリング妄想らくがきブックレット
    - 特典CD-ROM for Windows

ドラマCDキャストによりフリートーク、?描き下ろし壁紙データ他
（鈴木千尋、緑川光、一条和夫、増谷康紀）
キャラクターソング
- Angel's Feather キャラクターソングCD Vol.1 『KEY』 羽村翔（山口勝平）×逢坂来栖（鈴木千尋）
- Angel's Feather キャラクターソングCD Vol.2 『memories』 水落瀬那（増谷康紀）×千倉杏里（宮田幸季）

OVAエンジェルズ フェザー OPテーマCD
「ROCK STAR」羽多野渉（三ツ木響平役） & 柿原徹也（中条優斗役）
OVAエンジェルズ フェザー EDテーマCD
「LAST SONG」石川英郎（東堂紫苑役） & 鈴木千尋（逢坂来栖役）

### DVD
通常版と同時に初回限定版も発売。
販売元：ハピネット・ピクチャーズ ディスク枚数：1枚

#### 限定版
封入豪華特典や特典映像を収録。
- Angel's Feather #1.「予兆」限定版 （2006年4月28日発売） BBBA-6481
  - 初回限定特典
    - Angel's Feather 香水
    - オリジナルリストバンド
    - キーホルダー
    - スタンド付イラストカードセット（4枚組）
    - ポストカード
    - 生写真（2枚）

  - 映像特典
    - オリジナルプロモーション映像
    - ノンテロップ・OP
    - スタッフ×声優座談会
- Angel's Feather #2.「曙光を求めて」限定版（2006年5月26日発売） BBBA-6482
  - 初回限定特典
    - Angel's Feather 香水
    - オリジナルマクロファイバータオル
    - キーホルダー
    - スタンド付イラストカードセット（4枚組）
    - ポストカード
    - 生写真（2枚）

  - 映像特典
    - オリジナルプロモーション映像 Part.2（ED曲ベース・ミュージッククリップ風）
    - ノンテロップED
    - 制作スタッフ座談会
    - 各種CM映像

#### 通常版
- Angel's Feather #1.「予兆」通常版 （2006年4月28日発売） BBBA-6471
  - 通常特典
    - ポストカード
    - 生写真（2枚）

  - 映像特典
    - オリジナルプロモーション映像
    - ノンテロップ・OP
    - スタッフ×声優座談会
- Angel's Feather #2.「曙光を求めて」通常版 （2006年5月26日発売） BBBA-6472
  - 映像特典
    - オリジナルプロモーション映像 Part.2（ED曲ベース・ミュージッククリップ風）
    - ノンテロップED
    - 制作スタッフ座談会
- Angel's Feather DVD特別セット （通常版1巻+2巻+先行FANDISC）